# Liquidàmbar
Liquidàmbar (Liquidambar) és un gènere de fanerògames pertanyent a la família Altingiaceae, que de vegades és considerada com una part d'Hamamelidaceae. Són arbres grans, caducifolis, 25 a 40 m d'altura, amb fulles palmellades, lobulades, en arranjament espiralat en les branques. Les flors són petites, produint una inflorescència globular, densa, d'1 a 2 cm de diàmetre, pèndols a 3 a 7 cm de la branca. El infrutesència és una càpsula llenyosa, múltiple, de 2 a 4 cm de diàmetre, amb nombroses llavors.
El gènere estava molt més estès en el Terciari, però va desaparèixer d'Europa a causa de l'extensa i intensa glaciació en el nord i en els Alps, que va servir com a paret contra la migració del sud. Ha desaparegut de l'oest nord-americà a causa de variacions climàtiques, i per actuals massa freds (però no glacials) en l'estepa russa. Hi ha nombroses espècies fòssils de Liquidambar, mostrant aquest estatus de relíquia actual.
És un popular arbre ornamental, particularment en àrees temperades amb estius calorosos, aconseguint els més bells colors en la tardor. Els arbres produeixen un cautxú conegut com a liquidambre, usat en la medicina herbolària. Aquesta goma conté una petita quantitat d'un hidrocarbur aromàtic l'estirè; l'estirè extret de la goma del Liquidambar orientalis va donar per resultat la invenció en 1839 del primer polímer: El poliestirè.

## Taxonomia
Comprèn quatre espècies.
- Liquidambar acalycina - Liquidàmbar de Chang, central & sud-est de la Xina)[4]
- Liquidambar formosana - Liquidàmbar de la Xina, central & sud-est de la Xina, sud-est de Corea, Taiwan, Laos, nord-est del Vietnam)[5]
- Liquidambar orientalis - Liquidàmbar oriental, sud-oest de Turquia, Grècia: Illa de Rodes)[6]
- Liquidambar styraciflua - Liquidàmbar americà, aquest d'Amèrica del Nord de Nova York a Texas i est des de Mèxic a Guatemala).[7]